# 144

144(백사십사)는 143보다 크고 145보다 작은 자연수다.

## 수학
- 합성수로, 그 약수는 총 15개다. (1, 2, 3, 4, 6, 8, 9, 12, 16, 18, 24, 36, 48, 72, 144)
  - 144의 진약수의 합은 259이므로, 144는 과잉수다.
- 12번째 제곱수(122)다. 앞의 제곱수는 121, 다음은 169다.
- 12번째 피보나치 수다. 앞의 피보나치 수는 89, 다음은 233이다.
- {\displaystyle 144=71+73}
  - 연속하는 두 소수(素數)의 합으로 나타낼 수 있으며, 이 성질을 지닌 앞의 수는 138, 다음 수는 152이다.
- {\displaystyle 144^{5}=27^{5}+84^{5}+110^{5}+133^{5}}

지수 5에 대한 오일러 거듭제곱수 합 추측의 최소 반례다.
- {\displaystyle 17^{2}-1}은 144로 나누어떨어진다.

## 과학
- NGC 144: 고래자리 방향에 있는 나선은하.

## 교통

### 철도
- 수도권 전철 1호선 오류동역의 역번호.
- 대구 도시철도 1호선 반야월역의 역번호.

### 도로
- 일본 144번 국도: 군마현 아가쓰마군 나가노하라정에서 나가노현 우에다시까지 이어지는 일본의 국도.
- 현도 제144호선

## 문화유산
- 대한민국의 국보 제144호: 영암 월출산 마애여래좌상
- 대한민국의 보물 제144호: 통도사대웅전 (해제)[a]
- 대한민국의 사적 제144호: 고양 벽제관지

## 방송
- 지니 TV의 실버아이TV 채널 번호.
- U+ TV의 채널J 채널 번호.
- LG헬로비전의 i 플레이 채널 번호.
- B tv 케이블의 한국낚시방송 채널 번호.

## 기타
- 날짜: 144년, 기원전 144년